# Kniphofia nana
Kniphofia nana là một loài thực vật có hoa trong họ Thích diệp thụ. Loài này được Marais miêu tả khoa học đầu tiên năm 1973 publ. 1974.